# Auasi
Auasi är en ort i Amerikanska Samoa (USA).   Den ligger i distriktet Östra distriktet, i den västra delen av landet, 14 kilometer öster om huvudstaden Pago Pago. Auasi ligger 7 meter över havet och antalet invånare är 125.
Terrängen runt Auasi är kuperad åt nordväst, men österut är den platt.  Närmaste större samhälle är Pago Pago, 13,8 kilometer väster om Auasi. 